# Augochlora hallinani
Augochlora hallinani är en biart som beskrevs av Michener 1954. Augochlora hallinani ingår i släktet Augochlora och familjen vägbin. Inga underarter finns listade.